# Hyposidra albifera
Hyposidra albifera är en fjärilsart som beskrevs av Moore 1879. Hyposidra albifera ingår i släktet Hyposidra och familjen mätare. Inga underarter finns listade i Catalogue of Life.